# 藤原一彦 (実業家)
藤原 一彦（ふじわら かずひこ、1958年〈昭和33年〉3月2日 - ）は、日本の技術者、実業家。住友ベークライト株式会社代表取締役社長。

## 略歴
京都府出身。1980年（昭和55年）名古屋工業大学工学部卒業、住友ベークライト入社。バイオ製品開発プロジェクトチームリーダー、執行役員S-バイオ事業部長等を経て、2014年（平成26年）取締役常務執行役員に昇格。
2016年（平成28年）から、取締役専務執行役員高機能プラスチック製品事業本部長を、2018年（令和元年）から代表取締役社長を務め、高機能プラスチック事業のグローバル化強化などを進めた。